# Vojtěch Bořivoj Aim
Vojtěch Bořivoj Aim (13. dubna 1886, Rovné – 10. září 1972, Praha) byl český hudební skladatel a dirigent.

## Životopis
V letech 1908–1913 studoval skladbu u Vítězslava Nováka. Poté byl v letech 1935 až 1947 profesorem pražské konzervatoře. V letech 1924–1954 řídil mužský pěvecký sbor Typografia. V roce 1956 byl jmenován zasloužilým umělcem.

## Dílo, výběr
- Z časů válečných op.16 – 1915
- Prvé písně op. 21 – 1917
- Bouře op. 26 – 1920
- Kentauři op. 27 – 1924
- Tři hesla op. 47 – 1937
- Dvě modlitby za vlast – 1939
- Ecce homo! – 1946
- Hvězdný večer op. 67 – 1949[2]